# San Remigio (Antique)
San Remigio è una municipalità di quarta classe delle Filippine, situata nella Provincia di Antique, nella Regione del Visayas Occidentale.
San Remigio è formata da 45 baranggay:
- Agricula
- Alegria
- Aningalan
- Atabay
- Bagumbayan
- Baladjay
- Banbanan
- Barangbang
- Bawang
- Bugo
- Bulan-bulan
- Cabiawan
- Cabunga-an
- Cadolonan
- Carawisan I

- Carawisan II
- Carmelo I
- Carmelo II
- General Fullon
- General Luna
- Iguirindon
- Insubuan
- La Union
- Lapak
- Lumpatan
- Magdalena
- Maragubdub
- Nagbangi I (Amatong)
- Nagbangi II
- Nasuli

- Orquia (Igcatumbal)
- Osorio I
- Osorio II
- Panpanan I
- Panpanan II
- Poblacion (Calag-itan)
- Ramon Magsaysay
- Rizal
- San Rafael
- Sinundolan
- Sumaray
- Trinidad
- Tubudan
- Vilvar
- Walker